# دیپلکسر
دیپلکسر یا دو تافت قطعه‌ای غیرفعال است که تسهیم‌سازی حوزه فرکانس را پیاده‌سازی می‌کند. دو دهانه‌ها (به عنوان مثال، L و H) بر روی یک دهانه سوم (مثلاً S) تسهیم‌شده هستند. سیگنال‌های موجود در دهانه‌های L و H باندهای فرکانسی ناپیوسته‌ای را اشغال می‌کنند. در نتیجه، سیگنال‌های روی L و H می‌توانند در دهانه S بدون تداخل با یکدیگر با هم وجود داشته باشند.
به‌طور معمول، سیگنال روی دهانه L یک باند فرکانسی پایین را اشغال می‌کند و سیگنال دهانه H یک باند فرکانس بالاتر را اشغال می‌کند. در آن شرایط، دو تافت شامل یک فیلتر پایین‌گذر است که رابط دهانه‌های L و S و فیلتر بالاگذر رابط درگاه‌های H و S است. در حالت ایدئال، تمام توان سیگنال باند پایین روی دهانه L برای پورت S  منتقل می‌شود و بالعکس. تمام توان سیگنال باند بالا روی دهانه H به پورت S  منتقل می‌شود و بالعکس. در حالت ایدئال، تفکیک سیگنال‌ها کامل است. هیچ‌یک از سیگنال‌های باند پایین از پورت L به پورت H منتقل نمی‌شود. در دنیای واقعی، مقداری توان تلف می‌شود و مقداری از توان سیگنال به دهانه اشتباه نشت می‌کند.

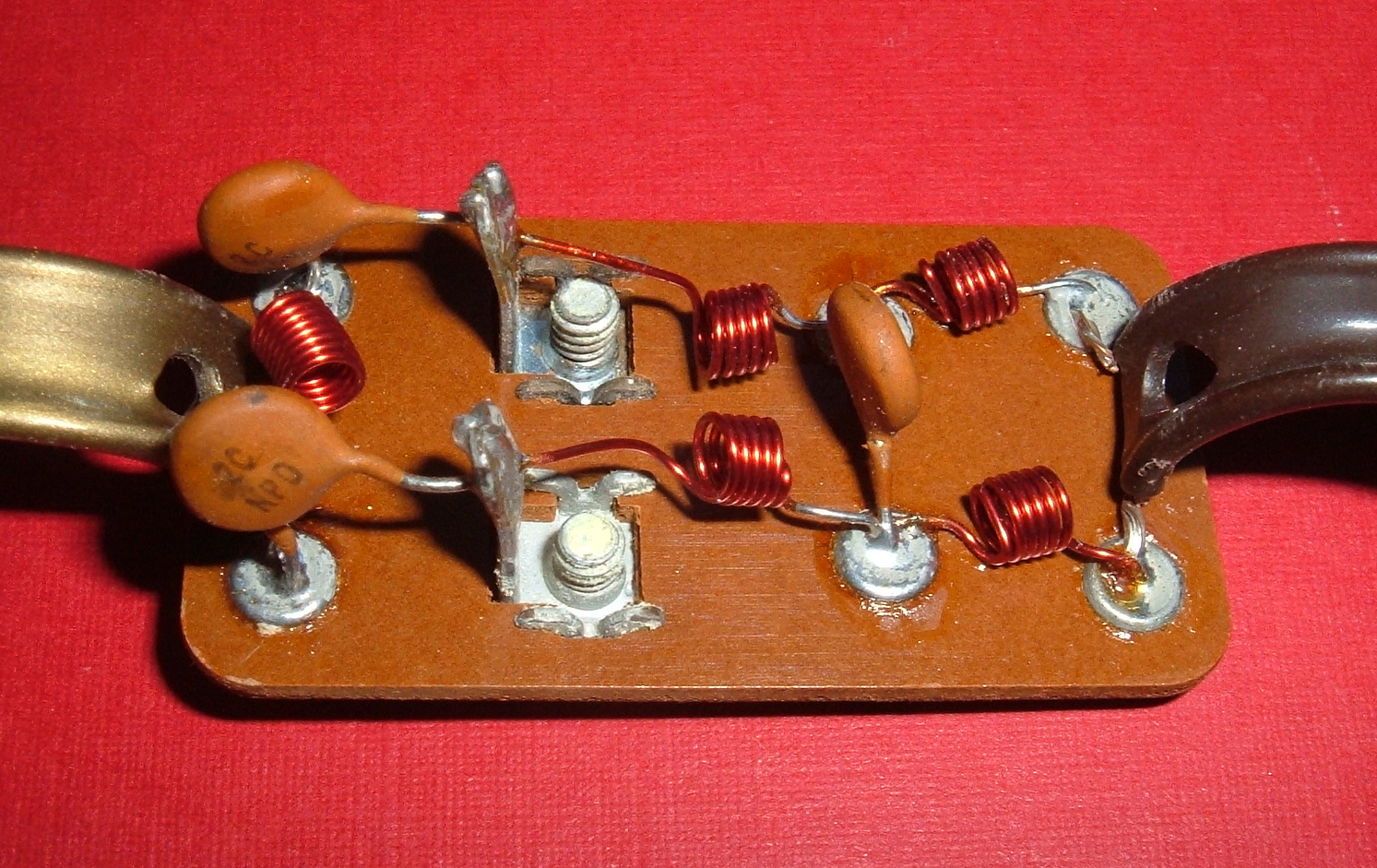
دو تافت تلویزیونی متشکل از یک فیلتر بالاگذر (چپ) و یک فیلتر پایین‌گذر (راست). کابل آنتن در پشت به پیچ پایانه‌های در سمت چپ مرکز متصل می‌شود.

## مسکونی
از دو تافت‌ها در خانه نیز استفاده می‌شود تا یک آنتن بشقابی تلویزیون ماهواره ای مستقیم پخش شود و یک آنتن تلویزیون زمینی (کانال‌های پخش محلی) بتوانند یک کابل کواکسیال را به اشتراک بگذارند. آنتن بشقابی فرکانس‌های بالا را اشغال می‌کند (به‌طور معمول ۹۵۰ تا ۱۴۵۰ مگاهرتز)، و آنتن تلویزیون از فرکانس‌های کانال تلویزیونی پایین‌تر را (به‌طور معمول ۵۰ تا ۸۷۰ مگاهرتز) استفاده می‌کند. علاوه بر این، ماهواره همچنین یک DC در باند فرکانسی پایین برای تغذیه مبدل بلوک بشقاب و انتخاب قطبش آنتن بشقابی (به عنوان مثال، سیگنالینگ ولتاژ یا DiSEqC) می‌گیرد. دو تافت در خانه‌هایی که از قبل با یک کابل سیم‌کشی شده‌اند مفید است، زیرا شما را از نصب کابل دوم بی‌نیاز می‌کند. برای کارکرد دو تافت، کابل موجود باید بتواند فرکانس‌های ماهواره را با تلفات کم عبور دهد. در نصب تلویزیون‌های قدیمی ممکن است از کابل دی‌الکتریک جامد RG-59 استفاده شود و این کابل ناکافی باشد. کابل RG-6 معمولاً برای خطوط تغذیه ماهواره استفاده می‌شود.